# 麻省总医院
麻省總醫院（英語：Massachusetts General Hospital；縮寫：或）為一所坐落於波士頓的綜合型醫院。其為美國新英格蘭地區最古老且最具規模的醫院，並是哈佛大學最大型的醫學教學中心及生物醫學研究基地。院方目前提供不同類型的醫療服務，亦具非常濃厚的研究氣氛。麻院同時獲得多個機構的好評。

## 歷史

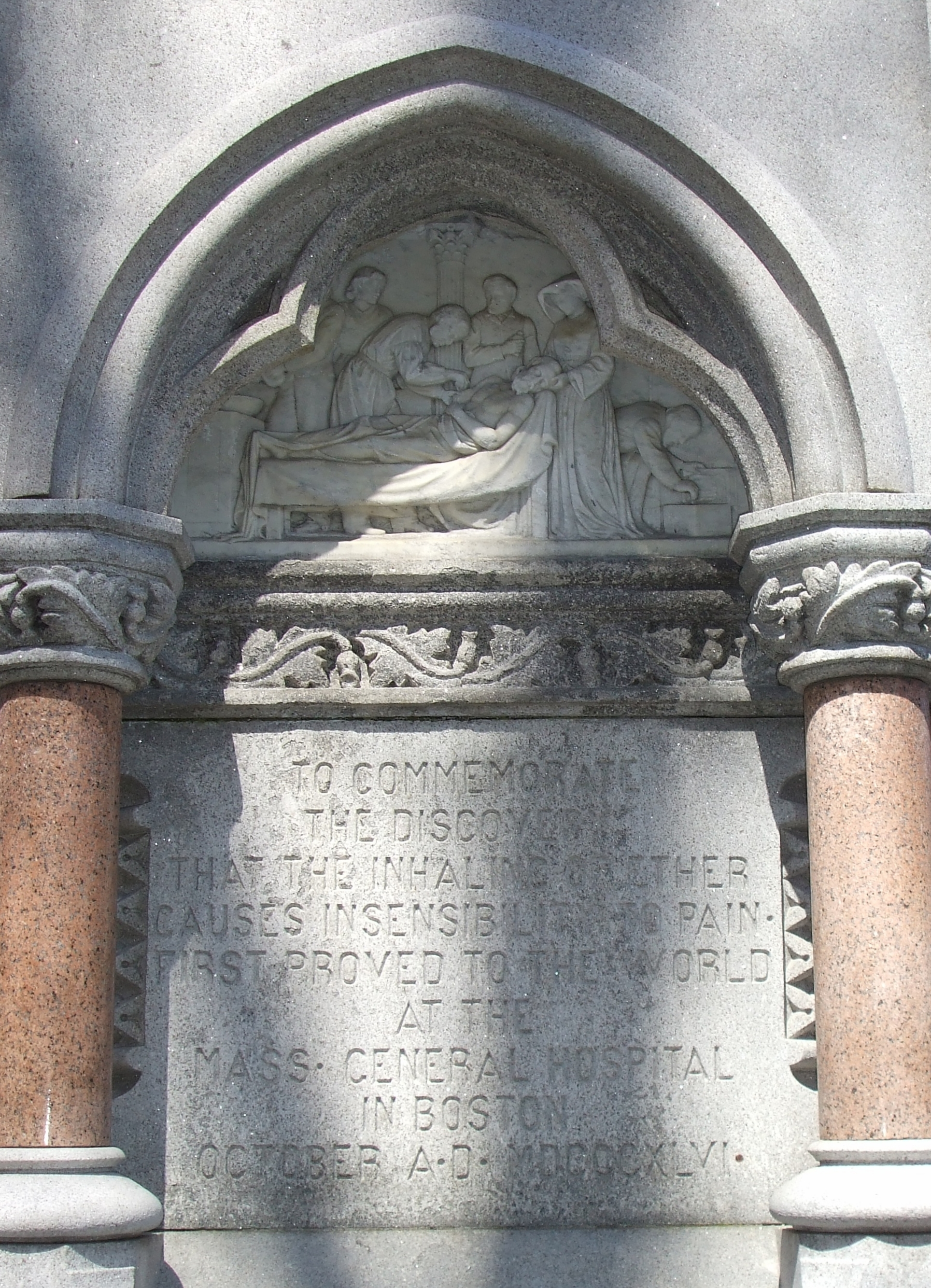
位於波士頓、記載著莫頓首度展示如何利用醚為病人麻醉的事蹟。

麻省總醫院於1811年由當時著名的美國建築師查爾斯·布爾芬奇設計，迄今是全美歷史第三悠久的綜合性醫院。哈佛醫學院解剖及外科手術教授約翰·沃倫一叩洪鐘，將醫學院遷移至波士頓，而其從愛丁堡大學醫學院畢業的兒子約翰·柯林斯·沃倫，與詹姆斯·傑克遜則一起帶領興建最初於1810年、由波士頓救濟院牧師約翰·巴特利特起草成立的麻省總醫院。由於當時很多富有人家均僱用醫護人員在家中接受照料，故麻省總醫院跟其他大多數在19世紀建立的醫院一樣，旨在照顧窮人。19世紀中至下半葉，哈佛醫學院與總醫院相鄰。
不少醫學界的大事記均在麻省總醫院發生。1846年10月，此院的牙醫威廉·莫頓在院內位於布芬奇大樓、名為“圓頂醚”的開放式實驗室中，首度利用一種吸入式醚為病人在手術中麻醉。雖說在這之前的幾年，喬治亞州的醫學家克勞福德·朗已經提出了有關醚可用作麻醉的理論，惟此信息是到了1849年克勞福德進行了相關實驗後，才讓喬治亞以外的地區得知。就在1846年莫頓使用了麻醉性醚之後，麻院的首席外科醫生約翰·柯林斯·沃倫成功在無痛的狀況下，除去一個長在病人愛德華·吉爾伯特·雅培（一名本地畫家）頸部的腫瘤。這個消息在數個月間散佈到全世界。除此，全國首批醫務社工亦出自此院。到了2000年，在“圓頂醚”發生的事蹟獲安排重演，地點不變而演員則為麻院的職工。此建築物仍獲保留至今，並開放給公眾參觀。

## 現狀

### 地理位置
麻省總醫院的主院區現位於波士頓果街55號 (55 Fruit Street)，附近有具殘障人士升降機的紅線列車站。經擴展後，醫院的範圍已經覆蓋與查爾斯河及燈塔山接壤的前波士頓西區。除主院區外，其在後灣、查爾斯頓、切爾西、埃弗里特、里維爾、沃爾瑟姆和丹弗斯也分別具有分區。

### 醫療服務
院方提供內外及精神醫學等全科服務。麻院每年接收逾一百萬宗門診及兩千六百名創傷病人、照顧了四萬七千名住院病人、進行了三萬四千次手術，及處理了三千五百宗的分娩個案。其聘請超過一萬四千名職工，為當地人力資源最龐大的非政府機構。麻院具有新英格蘭地區最古老且最具規模、由外科醫生驗證的甲級創傷醫療中心。另外，於2004年正式投入服務的約基門診處理中心亦是當地最大型及完善的門診部。眾多其他包括腫瘤科及神經內外科病房、手術室、急診室等的綜合性建築大樓亦相繼落成。

### 科研概況
生物醫學的科研活動在麻院一直都非常活躍。醫院為著名的馬林克羅特總臨床研究中心的所在地，並與達納-法伯癌症研究院有聯繫。自1994年起，麻院一直獲國立衛生研究院資助最龐大的研究經費，最新2014年的資助金額高達兩億一千多萬。麻院同時與哈佛醫學院合作，建立了一個健康科學學術中心。根據官方的說法，麻院進行的醫院研究項目規模為全國之冠，每年的經費逾七億五千萬美元，研究領域涵蓋愛滋病、心血管疾病、癌症、人類遺傳學、醫學影像及光學、神經退化疾病、再生醫學、生物移植學等。2009年2月，院方設立菲利普T·及蘇珊·華富隆研究院，專門負責研究疫苗製造及與人類免疫學有關的疾病之治療方案。麻院亦和另一所與哈佛聯盟的精神科醫院麥克萊恩醫院合作，並進行了相關的醫學研究項目。

## 聲譽認可
至今，有11名諾貝爾獎得主與麻省總醫院有聯繫：喬治·邁諾特（1934年）、卡爾·斐迪南·科里（1947年）、弗里茨·阿爾貝特·李普曼（1953年）、傑拉爾德·埃德爾曼（1972年）、米高·斯圖亞特·布朗和約瑟夫·里歐納德·戈爾茨坦（1985年）、米高·畢曉普（1989年）、費瑞·慕拉德（1998年）、傑克·索斯塔克（2009年）、瑞夫·史坦曼（2011年）及羅伯特·萊夫科維茨（2012年）。他們皆曾在醫院進行研究工作或接受培訓。
麻院同時獲得不同機構的好評。醫院一直獲《美國新聞及世界報導》評為全美最佳醫院之一。其在最新的排行榜中位居第一，並曾於2012年的評核裡位列榜首。美國護士協會屬下的美國護士資格認證中心將麻院評為國家第一所“磁性醫院”（Magnet hospital），此乃最佳卓越護理服務的榮譽。2011年的《貝克爾醫院評論》將此院列為第十二最高資金增長的醫院。